# December 2007
| December 2007 |
| Månader under 2007: Januari · Februari · Mars · April · Maj · Juni · Juli · Augusti · September · Oktober · November · December ← December 2006 · Januari 2008 → |

- Den judiska högtiden Chanukka inleds. (4 december)
- Den årliga manifestationen Salemmarschen hålls. (8 december)
- Nobelpriset delas ut. (10 december)
- Den kanadensiske grisbonden Robert Pickton döms till livstids fängelse, där han måste avtjäna minst 25 år, för mord på ett stort antal kvinnor som ägt rum under ett flertal år.[1] (11 december)
- Chanukka avslutas. (12 december)
- Högtiden Lucia firas till minne av helgonet Lucia. (13 december)
- Den pakistanska politikern Benazir Bhutto mördas i ett självmordsattentat.[2] (27 december)

### Fotnoter
1. ↑  ”Seriemördare dömd till livstid”. Dagens nyheter. 12 december 2007. http://www.dn.se/nyheter/varlden/seriemordare-domd-till-livstid/. Läst 11 september 2016.
2. ↑  Frida Sjödin, Mikael Stengård. ”Benazir Bhutto mördad i attentat”. Aftonbladet. http://www.aftonbladet.se/nyheter/article11317648.ab. Läst 11 september 2016.